# Dictis soeur
Espèce
Synonymes
- Soeuria soeur Saaristo, 1997

Statut de conservation UICN

 VU B1ab(iii)+2ab(iii) : Vulnérable
Dictis soeur est une espèce d'araignées aranéomorphes de la famille des Scytodidae.

## Distribution
Cette espèce est endémique des Seychelles. Elle se rencontre sur Petite Sœur, Silhouette, Cousine, Marianne, Bird, Denis et Alphonse.

## Description
La femelle holotype mesure 3,6 mm.
Le mâle décrit par Saaristo en 2010 mesure 3,6 mm.

## Systématique et taxinomie
Cette espèce a été décrite sous le protonyme Soeuria soeur par Saaristo en 1997. Elle est placée dans le genre Dictis par Zamani, Stockmann, Magalhaes et Rheims en 2022.

## Publication originale
- Saaristo, 1997 : « Scytotids (Arachnida, Araneae, Scytodidae) of the granitic islands of Seychelles. » Phelsuma, vol. 5, p. 49-57.